# Jacob Ericksson

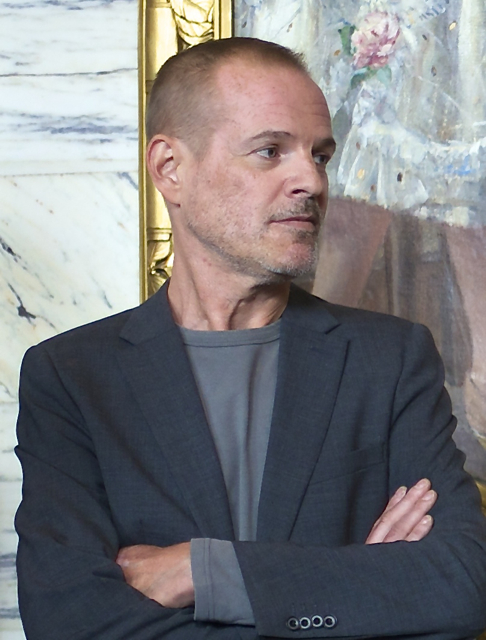
Jacob Ericksson (2014)

Jacob Abel Joachim Eriksson (* 7. Januar 1967 in Sala, Västmanlands län, Schweden) ist ein schwedischer Schauspieler. Im Vor-/Abspann wird er manchmal auch als Jacob Eriksson benannt.
Er wurde zunächst als Theaterschauspieler in Schweden bekannt. Mit Tsatsiki – Tintenfische und erste Küsse (1999) erlangte er international seinen Durchbruch als Filmschauspieler. 1998 erhielt er als Bester Nebendarsteller für Adam & Eva eine Nominierung des schwedischen Filmpreises Guldbagge.

## Filmografie
- 1995: En på miljonen
- 1997: Adam & Eva
- 1997: Glappet
- 1998: Kvinnan i det låsta rummet
- 1999: Tsatsiki – Tintenfische und erste Küsse (Tsatsiki, morsan och polisen)
- 2000: The Unknown – Das Grauen (Det okända)
- 2001: Sprängaren
- 2002: Stackars Tom
- 2002: Tusenbröder
- 2004: Allt och lite till
- 2005: Blindgångare
- 2005: Coachen
- 2006: Detektivbüro LasseMaja (LasseMajas detektivbyrå)
- 2008: Patrik 1.5
- 2008: Millenium Brüder (Iskariot)
- 2009: Mankells Wallander: Diebe (Tjuven)
- 2009: Vergebung (Luftslottet som sprängdes)